# Med hjärtats egna ord
Med hjärtats egna ord är en svensk låt från 2005, skriven av Jonas Isaksson, Tommy Lydell och Lotta Ahlin.
Låten framfördes första gången av Josefin Nilsson i den andra deltävlingen av Melodifestivalen 2005 i Linköping. Där placerade sig låten på en tredje plats, gick vidare till "Andra chansen" där den också hamnade på en tredjeplats. Därmed klarade bidraget inte sig vidare till final utan åkte ur tävlingen.
Melodin testades på Svensktoppen två veckor i rad. men missade listan.

## Listplaceringar
| Lista (2005) | Topplacering |
| ------------ | ------------ |
| Sverige      | 34           |

### Fotnoter
1. ↑  ”Svensktoppen”. Sveriges Radio. 27 mars 2005. http://sverigesradio.se/sida/topplista.aspx?programid=2023&date=2005-03-27. Läst 17 augusti 2012.
2. ↑  ”Svensktoppen”. Sveriges Radio. 3 april 2005. http://sverigesradio.se/sida/topplista.aspx?programid=2023&date=2005-04-03. Läst 17 augusti 2012.
3. ↑  ”Svensktoppen”. Sveriges Radio. 10 april 2005. http://sverigesradio.se/sida/topplista.aspx?programid=2023&date=2005-04-10. Läst 17 augusti 2012.
4. ↑  ”Med hjärtats egna ord”. Hitparad. 6 mars 2005. http://hitparad.se/showitem.asp?interpret=Josefin+Nilsson&titel=Med+hj%E4rtats+egna+ord&cat=s. Läst 17 augusti 2012.